# Danh sách sân bay tại Djibouti
Dưới đây là danh sách sân bay tại Djibouti, được sắp xếp theo vị trí.

## Sân bay
| Vị trí             | ICAO | IATA | Tên sân bay                      |
| ------------------ | ---- | ---- | -------------------------------- |
| Ali-Sabieh         | HDAS | AII  | Sân bay Ali-Sabieh               |
| Assa-Gueyla        | HDAG |      | Sân bay Assa-Gueyla              |
| Chabelley          | HDCH |      | Sân bay Chabelley                |
| Dikhil             | HDDK |      | Sân bay Dikhil                   |
| Thành phố Djibouti | HDAM | JIB  | Sân bay quốc tế Djibouti–Ambouli |
| Khôr ‘Angar        | HDHE |      | Sân bay Herkale                  |
| Moucha Island      | HDMO | MHI  | Sân bay Moucha                   |
| Obock              | HDOB | OBC  | Sân bay Obock                    |
| Tadjoura           | HDTJ | TDJ  | Sân bay Tadjoura                 |